# Luigi Cagnola
Luigi Cagnola (9. června 1762 Milán – 14. srpna 1833 Inverigo) byl italský architekt.

## Život a kariéra

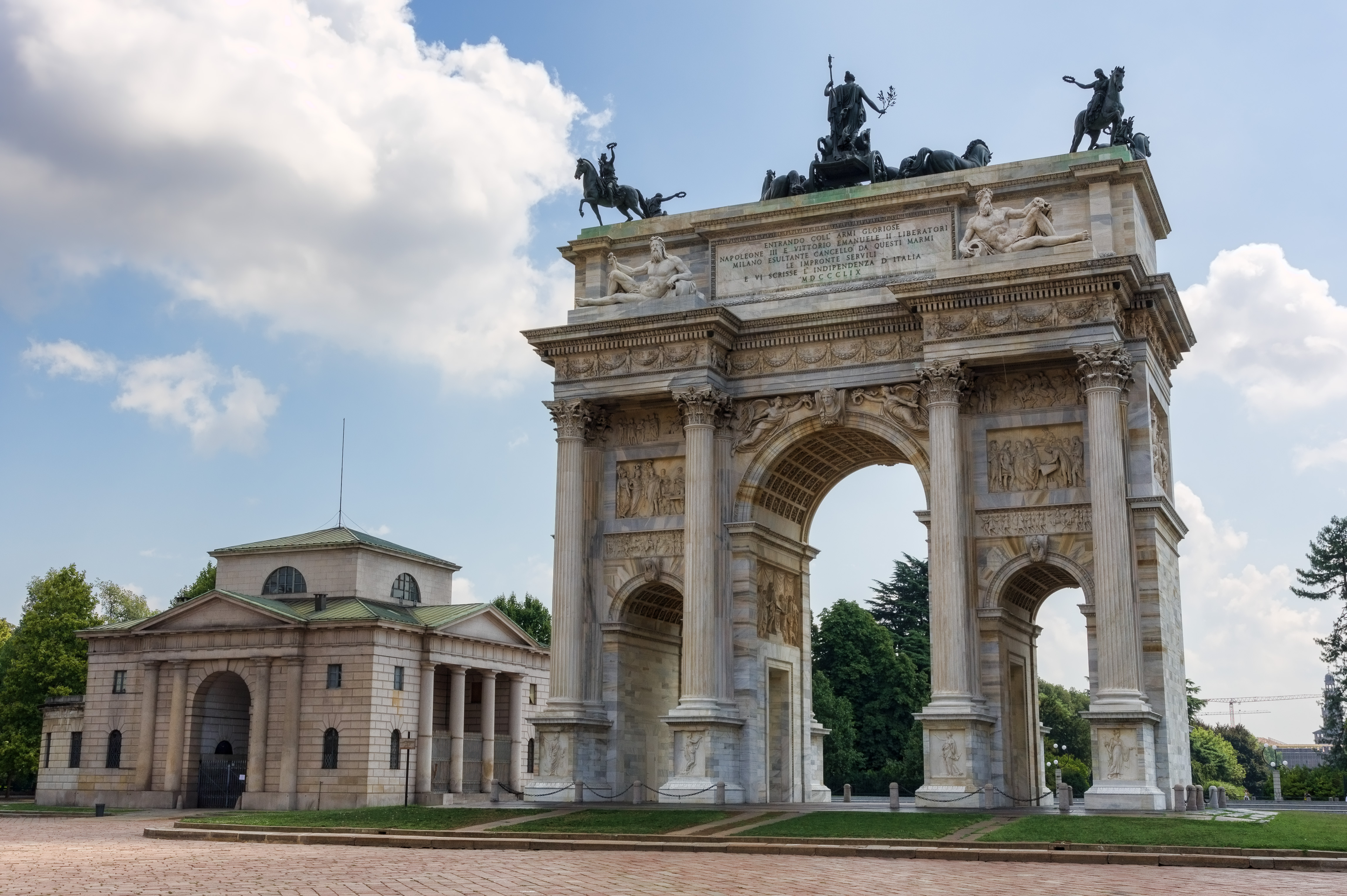
Arco della Pace v Miláně

Ve věku čtrnácti let začal studovat na Collegio Clementino v Římě a poté pokračoval na univerzitě v Pavii. Působil v profesích právnického charakteru, ale zajímal se současně silně o architekturu. Přihlásil se do soutěže o nejlepší návrh na Porta Orientale. Jeho práce byla oceněna ale nevybrána. Cagnola se vzdal své dosavadní práce a věnoval se zcela architektuře. Po smrti svého otce strávil dva roky ve Veroně a Benátkách, kde studoval místní stavební prvky. V roce 1806 byl vybrán jeho návrh vítězného oblouku pro svatbu Eugena de Beauharnaise s bavorskou princeznou. Byl postaven ze dřeva, ale později i z mramoru. Výsledkem je milánský Arco della Pace, který rozměry překonává pouze Arc de l'Etoile v Paříži. Mezi jeho další práce patří Porta di Marengo, zvonice v Urgananu a kaple Santa Marcellina v Miláně.
Cagnola zemřel pět let po dokončení Arco del Sempione, který navrhl pro své rodné město.